# Heilig Hartkerk (Stegna)
De Kerk van het Heilig Hart van Jezus (Pools: Kościół Najświętszego Serca Pana Jezusa) is een rooms-katholieke parochiekerk in Stegna (Duits: Steegen) in het woiwodschap Pommeren. De kerk is tevens de hoofdkerk van een eigen decanaat. Tot de verdrijving van de Duitse bevolking was de kerk een protestants gebedshuis.

## Bouwbeschrijving
De kerk werd in 1682-1683 als vakwerkconstructie gebouwd. De ruimtes tussen de balken werden met bakstenen gevuld. De voorgezette toren draagt een naaldspits met daarop een weerhaan met het jaartal 1683.

## Interieur

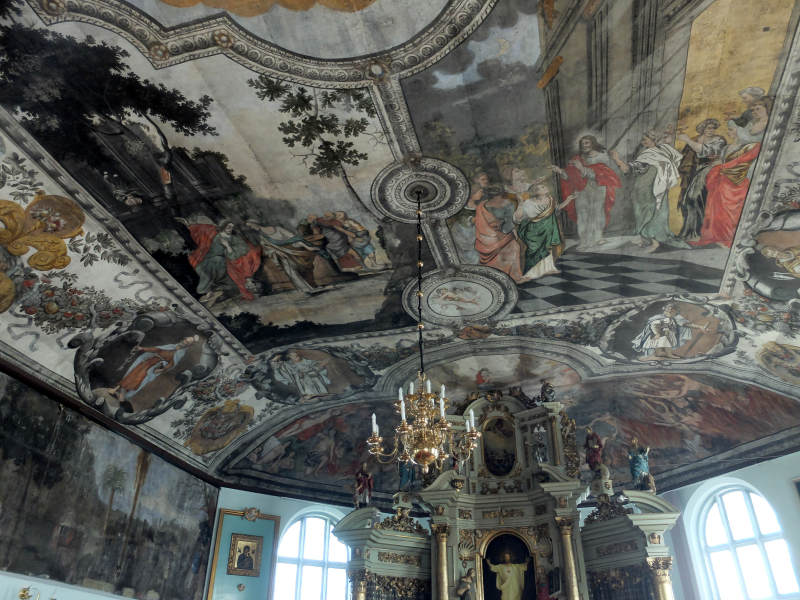
Deel van het schilderij aan het plafond van de Heilig Hartkerk

Het interieur van de zaalkerk heeft een vlak houten gewelf waaraan een opmerkelijk groot linnen schilderij van Reinhold Schneider uit 1688 is bevestigd. Het heeft een afmeting van 35 meter bij 18 meter en is het grootste schilderij op doek van Polen. Centraal wordt de opstanding van Christus uitgebeeld, verder zijn er voorstellingen van: de gelijkenis van de tien maagden, Christus' ontmoeting met de Samaritaanse vrouw, de Kruisiging, de opstanding van Lazarus en het Laatste Oordeel, dat gedeeltelijk achter het altaar verdwijnt. In de omranding worden de twaalf apostelen in medaillons uitgebeeld afgewisseld met guirlandes van bloemen en vruchten en cartouches met daarin hoofdjes. Van dezelfde schilder bevinden zich aan de muur bij de preekstoel nog vier schilderijen van de Doop van Christus, Jacob's droom, de gelijkenis van de Zaaier en de Intocht in Jeruzalem.
In het midden van het barokke altaar bevindt zich een schilderij van het Heilig Hart van Christus, aan weerszijden de beelden van Johannes de Doper en Mozes die de stenen tafelen in zijn hand houdt.
Het monumentale doopvont dateert uit 1666. Het werd oorspronkelijk gemaakt voor de Sint-Johanneskerk in Dantzig, maar werd in 1682 geschonken aan de kerk in Stegna. De preekstoel met reliëfs van de vier evangelisten en vier grote profeten dateert van 1687. De teksten op de preekstoel getuigen van de Duitse oorsprong van de kerk.
Van het overige barokke interieur is de in 1681 gebouwde orgelkas vermeldenswaardig. Het instrument werd in 1914 ingebouwd.
Het votiefschip dateert uit de 19e eeuw en werd geschonken door de bemanning van wie het leven op miraculeuze wijze werd gered.

## Afbeeldingen

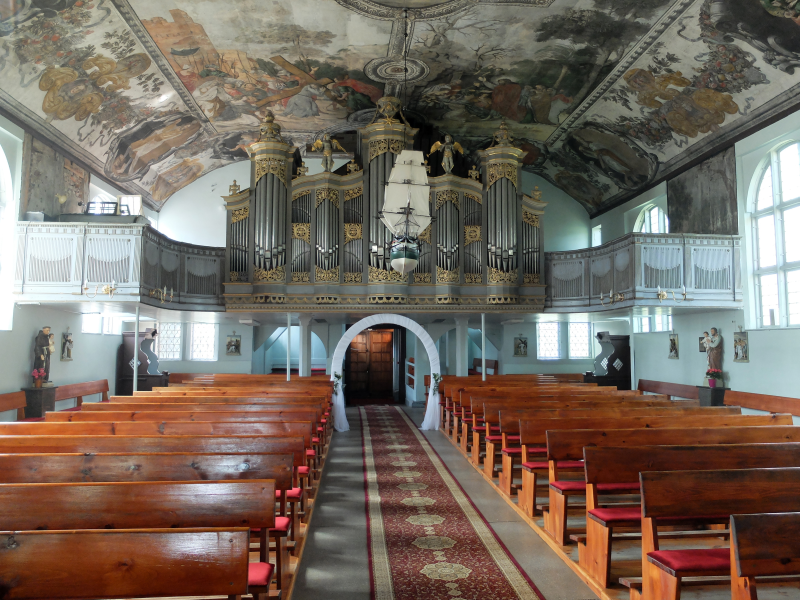
Orgelgalerij
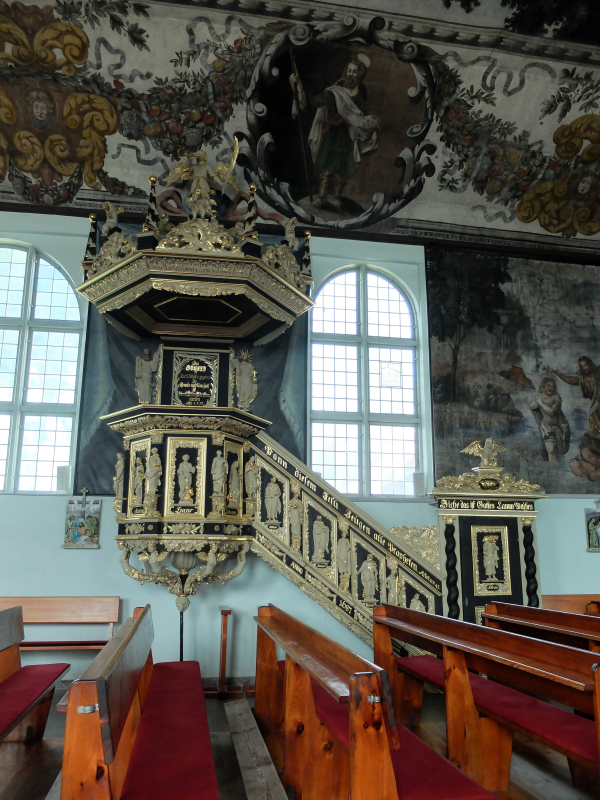
Preekstoel
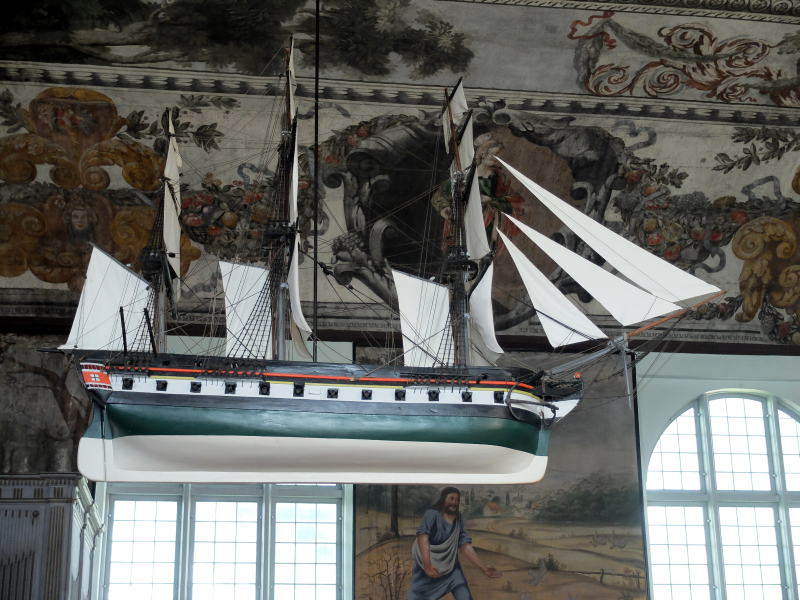
Votiefschip
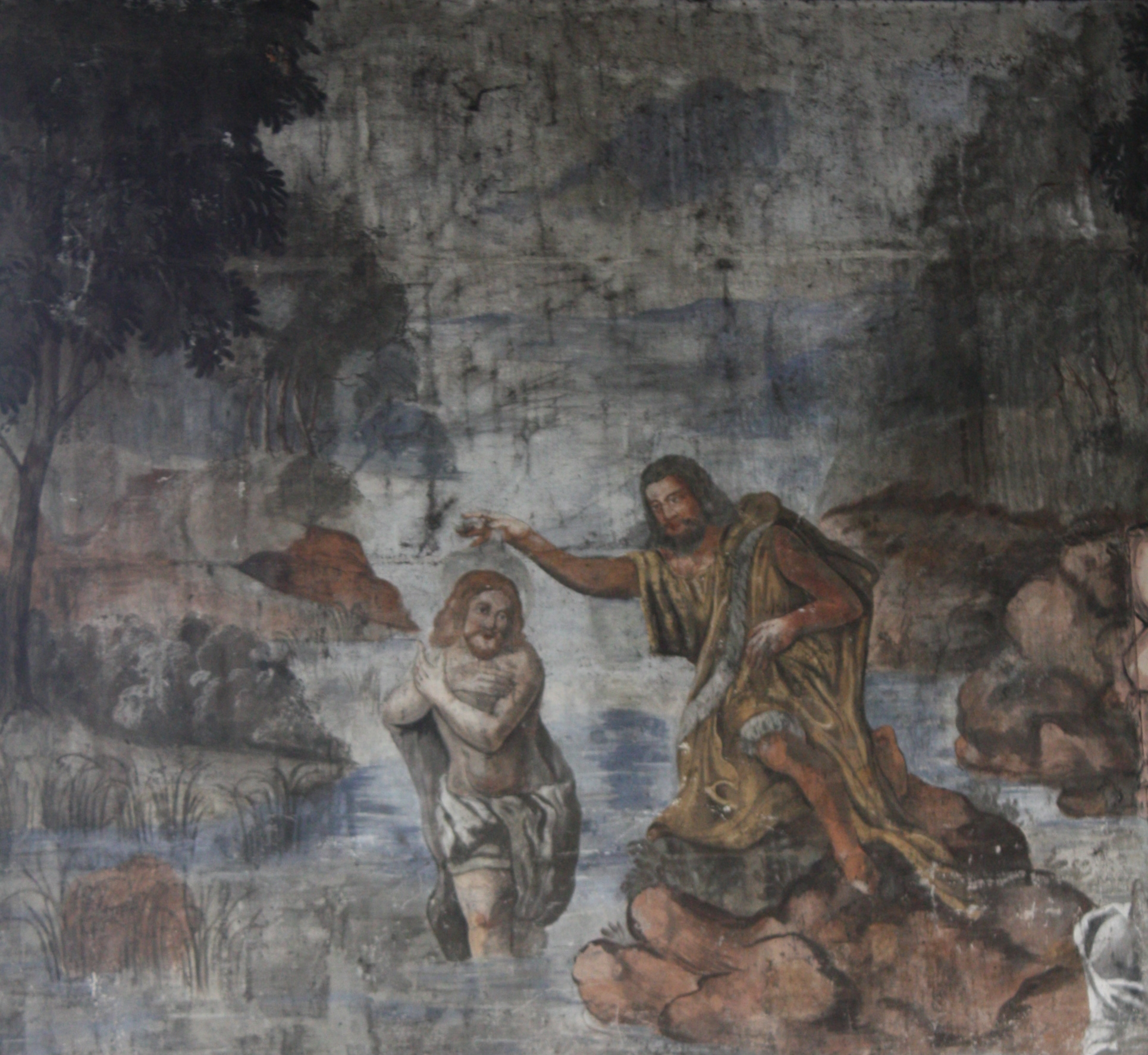
Doop van Christus